# Aleksandr Klimow (polityk)
Aleksandr Pietrowicz Klimow (ros. Александр Петрович Климов, ur. 1914 we wsi Czerniczenki w guberni włodzimierskiej, zm. 7 września 1979 w Moskwie) – radziecki polityk.

## Życiorys
W 1935 ukończył Wyższy Pedagogiczny Instytut Ekonomii Stosowanej i Towaroznawstwa, 1932-1942 był wykładowcą, od 1939 należał do WKP(b). Od 1942 funkcjonariusz partyjny, 1948-1953 zastępca przewodniczącego Zarządu Centrosojuza, 1953 szef wydziału Ministerstwa Handlu Wewnętrznego i Zagranicznego ZSRR, 1953-1954 zastępca ministra handlu ZSRR. Następnie (1954-1978) przewodniczący Zarządu Centrosojuza, 1956-1979 zastępca członka KC KPZR, od 1978 na emeryturze. Deputowany do Rady Najwyższej ZSRR od 7 do 9 kadencji. Odznaczony trzema Orderami Lenina. Pochowany na Cmentarzu Nowodziewiczym.